# Cis boleti
Cis boleti es una especie de coleóptero de la familia Ciidae.

## Distribución geográfica
Habita en Europa, el Cáucaso y Japón.